# Świebodzin (powiat tarnowski)

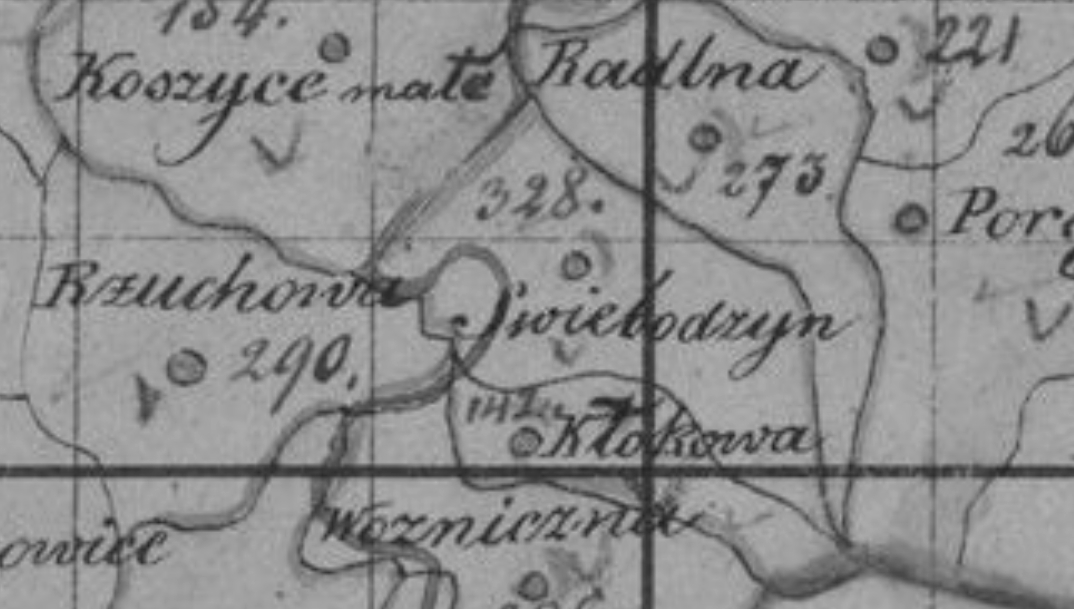
Kłokowa i Świebodzin jako osobne wsie na fragmencie mapy Tarnower Kreis z 1848

Świebodzin – wieś w Polsce położona w województwie małopolskim, w powiecie tarnowskim, w gminie Pleśna, 6 km na południe od Tarnowa. W latach 1975–1998 miejscowość należała administracyjnie do województwa tarnowskiego.
Świebodzin leży u podnóża Pogórza Ciężkowickiego, wzdłuż doliny rzeki Biała Tarnowska. Teren wsi wchodzi w skład Obszaru Chronionego Krajobrazu Pogórza Ciężkowickiego, pełniąc funkcję otuliny parków krajobrazowych: Ciężkowicko-Rożnowskiego Parku Krajobrazowego, Parku Krajobrazowego Pasma Brzanki. Powierzchnia miejscowości Świebodzin wynosi 5,25 km². Sołectwo posiada ponad 86% terenów rolniczych i leśnych.

## Toponimia
Nazwa wsi pochodzi od zawołania rodowego "Świeboda" (patrz: śleboda) najstarszych znanych właścicieli wsi tj. rodu Gryfitów. W nieznanym czasie (nie wcześniej niż pod koniec XIX w.) w granice Świebodzina została włączona sąsiednia wieś Kłokowa o starszym rodowodzie. Kłokowa wywodzi swoją nazwę od nazwiska Kloch, które pochodzi prawdopodobnie od zdrobnienia imienia Nikolaus. 

## Historia

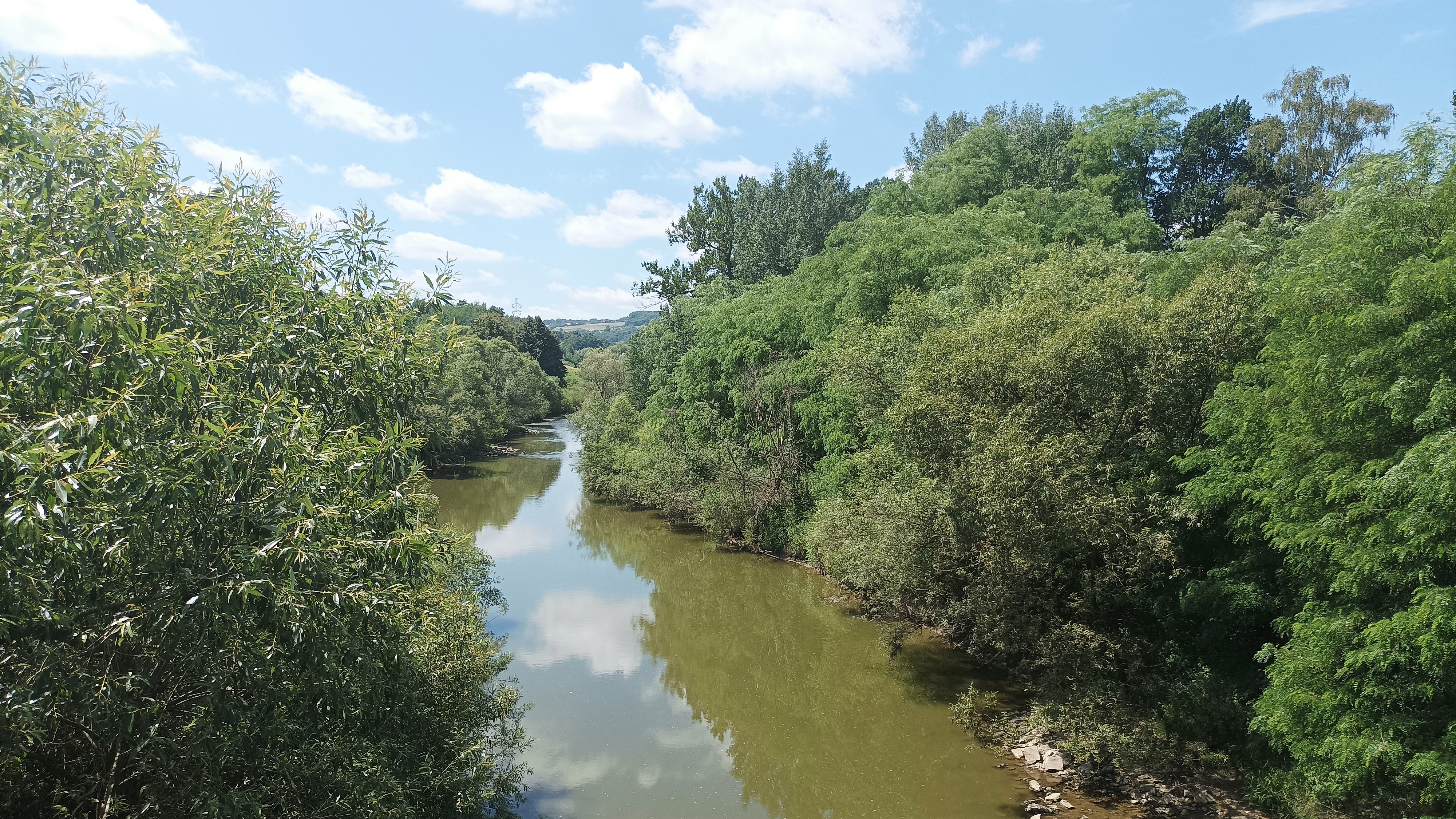
Biała w Świebodzinie

Pierwsza wzmianka o wsi Świebodzin pochodzi z 1407. W 1408 odnotowana jest Kłokowa, lecz jej nazwa i kształt zabudowy świadczą o starszym rodowodzie. Około połowy XV w. Świebodzin stał się własnością Łowczowskich z Pleśnej i Łowczówka. Podczas gdy Kłokowa z Rzuchową należała do Dębickich. Z czasem Świebodzin i Kłokowa utworzyły jedno sołectwo z tym, że Świebodzin należał do parafii w Porębie Radlnej, Kłokowa natomiast do parafii w Pleśnej. Stan ten utrzymywał się do dnia erygowania miejscowej parafii św. Maksymiliana Kolbe.
W 1581 Świebodzin należał do Piotra Śreniawity. Z 1785 pochodzi informacja o murowanym zamku (prawdopodobnie chodziło o dwór obronny) Łowczowskich „na Kokowy”, czyli w dzisiejszej Kłokowej. Na przełomie XVIII i XIX w. właścicielami Świebodzina byli Ludwik Jordan (1752–1817) i Ludwika Jordan z domu Komarnicka (1770–1830) – kolatorzy starego, drewnianego kościoła w Porębie Radlnej, tamże pochowani. W 1827 Świebodzin należał do Franciszka Jordana.

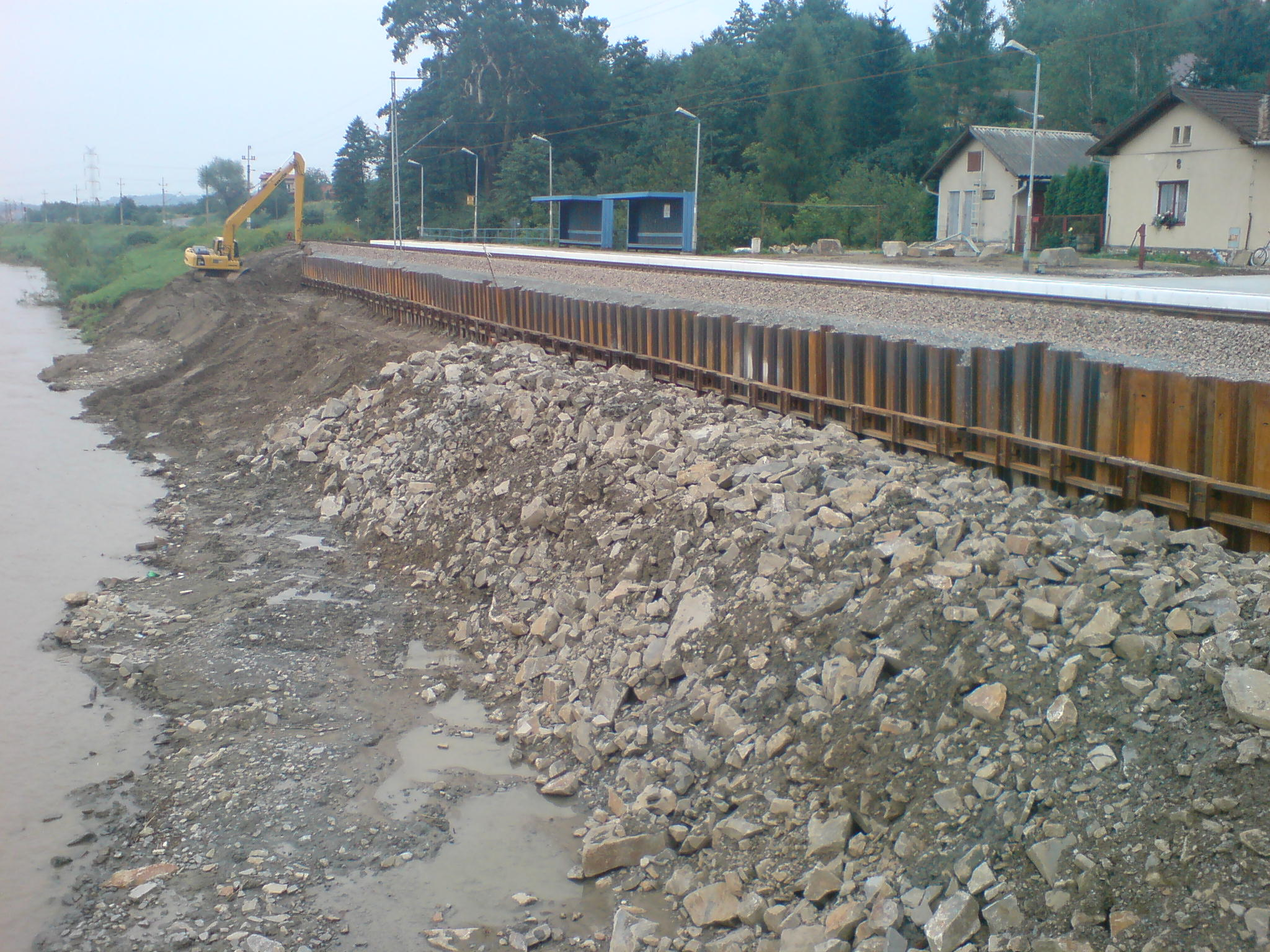
Stacja Kłokowa. Umacnianie brzegu Białej ścianką Larsena, w celu zabezpieczenia torowiska, odbudowanego po powodzi w 2010 roku, przed osuwem

W 1846 podczas wydarzeń rzezi galicyjskiej proboszcz pobliskiej Pleśnej Wojciech Cieczkiewicz, związany i wieziony przez chłopów do Tarnowa podjął próbę ucieczki w zarośla rzeki Biała. W Świebodzinie został złapany, położony na wóz i zabity kijami oraz cepami. Zrabowano też dwór w Świebodzinie i skaleczono dzierżawcę folwarku, barona Maksymiliana Goskowskiego.
"Księdza Cieczkiewicza zamordował chłop nazwiskiem Iwoniec-Socha [Iwaniec?]; po niejakim czasie dręczony wyrzutami sumienia, obwiesił się na dębie pochylonym nad głębiną rzeki Biały. Ponieważ nikt nie chciał zdjąć trupa, rząd, by usunąć świadectwo budzącego się sumienia ludu, kazał wyciąć dęba wraz z trupem."
W 1858 dzierżawcą miejscowego folwarku był Jakub Geisler. W 1874 właścicielem Świebodzina i Kłokowej był Adam Franciszek Jordan. 18 sierpnia 1876 r.  przez miejscowość przeprowadzono linię kolejową Tarnów – Leluchów. Pod koniec XIX stulecia Świebodzin razem z Kłokową należał do Adolfa Jordana. W 1930 miejscowość liczyła 407 mieszkańców a właścicielami folwarku byli Maria i Jan Gubernatowie. W 1947 uruchomiono przystanek kolejowy obok przejazdu i stacji dróżnika w Kłokowej. Na przejeździe dochodziło do wielu wypadków. W 1978 na stacji Kłokowa miała miejsce katastrofa kolejowa.
W 2010 w wyniku intensywnych opadów deszczu na terenie wsi uaktywniło się kilka osuwisk o łącznej powierzchni ponad 53 ha. Zniszczone zostało również torowisko, a odcinek linii kolejowej na czas remontu wyłączono z ruchu.

## Religia
Na terenie wsi działalność duszpasterską prowadzi Kościół Rzymskokatolicki oraz od 1962 roku Chrześcijańska Wspólnota Zielonoświątkowa – protestancki kościół o charakterze ewangelicznym. 
W latach 1982–1987 na terenie Kłokowej Wspólnota Zielonoświątkowa wybudowała salę zgromadzeń oraz ośrodek kolonijny, gdzie w okresie letnim odbywają się turnusy kolonijne dla dzieci oraz chrzty wodne w pobliskiej rzece Biała. 13 października 1991 poświęcono miejscowy kościół rzymskokatolicki. 1 stycznia 2007 została erygowana parafia rzymskokatolicka pod wezwaniem św. Maksymiliana Marii Kolbego.

## Szkoła

### Kalendarium
- 1.09.1937 – założenie Szkoły Podstawowej
- 1943 – funkcję kierownika szkoły otrzymuje p. Adam Krupa
- 1945 – przeniesienie zajęć lekcyjnych do mieszkania właściciela tutejszego majątku- p. Jana Gubernata
- 1953 – funkcję kierownika szkoły obejmuje p. Emilia Tyrka
- 1965 – nowy budynek szkolny został oddany do użytku
- 1968 – funkcję dyrektora szkoły obejmuje p. Anna Budzik
- 1976 – wykonano: instalację CO i wodno- kanalizacyjną, boisko trawiaste i do piłki ręcznej
- 1986 – funkcję dyrektora szkoły obejmuje p. Maria Seruś. Pomalowano cały budynek, wymieniono parkiet, CO zamieniono na gazowe
- 1998 – funkcję dyrektora obejmuje p. Irena Barszcz
- 27.06.2004 – uroczystość nadania imienia i wręczenia sztandaru Szkole Podstawowej w Świebodzinie
- 3.06.2012 – 75-lecie powstania szkoły[26]

## Części wsi
| SIMC    | Nazwa       | Rodzaj    |
| ------- | ----------- | --------- |
| 0827395 | Dół         | część wsi |
| 0827403 | Kanada      | część wsi |
| 0827410 | Kłokowa     | część wsi |
| 1051353 | Na Grabówce | część wsi |
| 0827426 | Podlesie    | część wsi |

## Związani ze Świebodzinem
- Miłosz Sawczak (ur. 2005) – mieszkaniec Świebodzina, polski tenisista stołowy, zawodnik MOSIR Tuchów, STJ Družba Bardejov na Słowacji, zwycięzca Grand Prix Polski młodzików, srebrny medalista w grze pojedynczej Mistrzostw Polski Kadetów[29].